# Nakanojō
Nakanojō (中之条町, Nakanojō-machi) est un bourg du district d'Agatsuma, dans la préfecture de Gunma, au Japon.

## Géographie

### Situation
Nakanojō se trouve dans le nord-ouest de la préfecture de Gunma.

### Démographie
Au 1er juin 2019, la population de Nakanojō s'élevait à 15 696 habitants répartis sur une superficie de 439,28 km2.

### Hydrographie
Le bourg est bordé par la rivière Agatsuma au sud-est.

## Histoire
Le bourg moderne de Nakanojō a été créé le 1er avril 1889. Les villages d'Isama, Sawada et Nakuta ont fusionné avec Nakanojō le 15 avril 1955. Le 28 mars 2010, le village de Kuni est intégré à Nakanojō.

## Transports
Nakanojō est desservi par la ligne Agatsuma de la JR East. La gare de Nakanojō est la principale gare.

## Personnalités liées à la municipalité
Keizō Obuchi, ancien Premier ministre du Japon, est né à Nakanojō.